# Charles Dieges
Charles J. Dieges (New York, 26 ottobre 1865 – Queens, 14 settembre 1953) è stato un tiratore di fune statunitense.
Partecipò alle gare di tiro alla fune ai Giochi olimpici di Saint Louis 1904 con la sua squadra, il New York AC, con cui arrivò quarto.